# كاتي بوين
كاتي بوين (بالإنجليزية: Katie Bowen)‏ (15 أبريل 1994 بأوكلاند في نيوزيلندا - ) هي لاعبة كرة قدم نيوزلندية في مركز الدفاع، شاركت في الألعاب الأولمبية الصيفية 2016. وشاركت مع منتخب نيوزيلندا تحت 17 سنة للسيدات لكرة القدم ‏ ومنتخب نيوزيلندا الوطني لكرة القدم للنساء. أما مع النوادي، فقد لعبت مع نادي كانساس سيتي.

## وصلات خارجية
- كاتي بوين على موقع الاتحاد الدولي (مؤرشف)  (الإنجليزية)
- كاتي بوين على موقع الاتحاد الأوربي (الإنجليزية)
- كاتي بوين على موقع قاعدة بيانات كرة القدم.إي يو (الإنجليزية)
- كاتي بوين على موقع Soccerway.com (الإنجليزية)
- كاتي بوين على موقع عالم كرة القدم.نت (الإنجليزية)
- كاتي بوين على موقع اللجنة الأولمبية الدولية (الإنجليزية)
- كاتي بوين على موقع أوليمبيديا (الإنجليزية)
- كاتي بوين على موقع اللجنة الأولمبية النيوزيلندية (الإنجليزية)